# Madonna di Piazza
La Madonna di Piazza è un dipinto a tempera su tavola di Andrea del Verrocchio e Lorenzo di Credi, databile al 1474-1486 circa e conservato nella Cattedrale di San Zeno a Pistoia.

## Storia
Il dipinto per l'altare dell'oratorio della Madonna di Piazza, nel Duomo di Pistoia, venne commissionato nel 1474 ad Andrea del Verrocchio, in commemorazione del vescovo Donato de' Medici. L'opera venne realizzata a Firenze in due tronconi, con un largo impiego degli allievi di bottega, in particolare Lorenzo di Credi. La prima parte dell'opera, la più consistente, venne eseguita entro il 1479; il completamento venne invece deferito fino al 1485, per via della lentezza del pagamento del lavoro. Fu completata solo nel 1486.
Gli studiosi locali del XVIII secolo attribuirono l'opera a Leonardo da Vinci, basandosi anche su un'annotazione dell'artista su un foglio agli Uffizi, che ricorda come nel mese di "...bre" del 1478 avesse incominciato "due Vergine Marie", una delle quali è di solito indicata nella Madonna del Garofano. Oggi l'intervento di Leonardo all'opera è escluso, con l'eccezione di uno scomparto della predella, l'Annunciazione al Louvre, al quale corrisponde un disegno della testa della Vergine sicuramente autografo di Leonardo al Gabinetto dei Disegni e delle Stampe (n. 438 E).
Il dipinto venne separato dalla predella in epoca imprecisata, che oggi si trova divisa in vari musei internazionali.

## Descrizione e stile
La pala è una sacra conversazione con la Madonna assisa in un trono marmoreo al centro, tra i santi Giovanni Battista a sinistra e Donato a destra (alcuni hanno proposto anche Zeno da Verona, ma l'identificazione è da scartare per la presenza di Donato anche nella predella e per il suo legame col vescovo Donato). L'impostazione è tradizionale, con un sereno digradare dei piani: dal pavimento prospettico (su cui si distende un prezioso tappeto orientale), fino al trono di Maria, dietro il quale sono fusi due motivi tipici per lo sfondo: il paesaggio e il muro con i vasi appoggiati e gli alberi affiorati. Per fare ciò l'artista dipinse solo la trabeazione del muro, aprendo, in maniera piuttosto singolare, la parete alla veduta retrostante.

## Predella

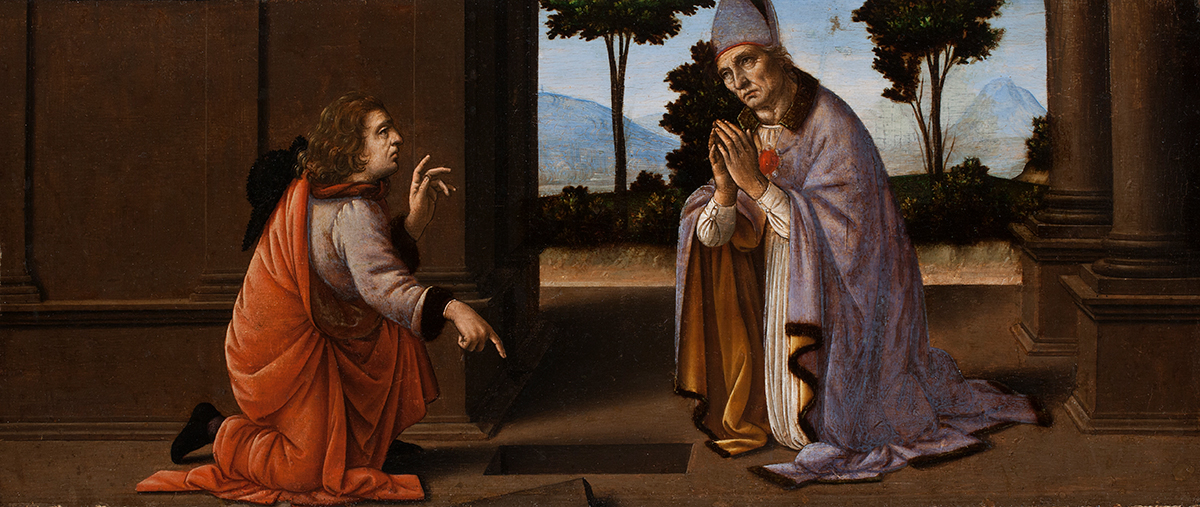
San Donato e il gabelliere, Worcester Art Museum di Worcester

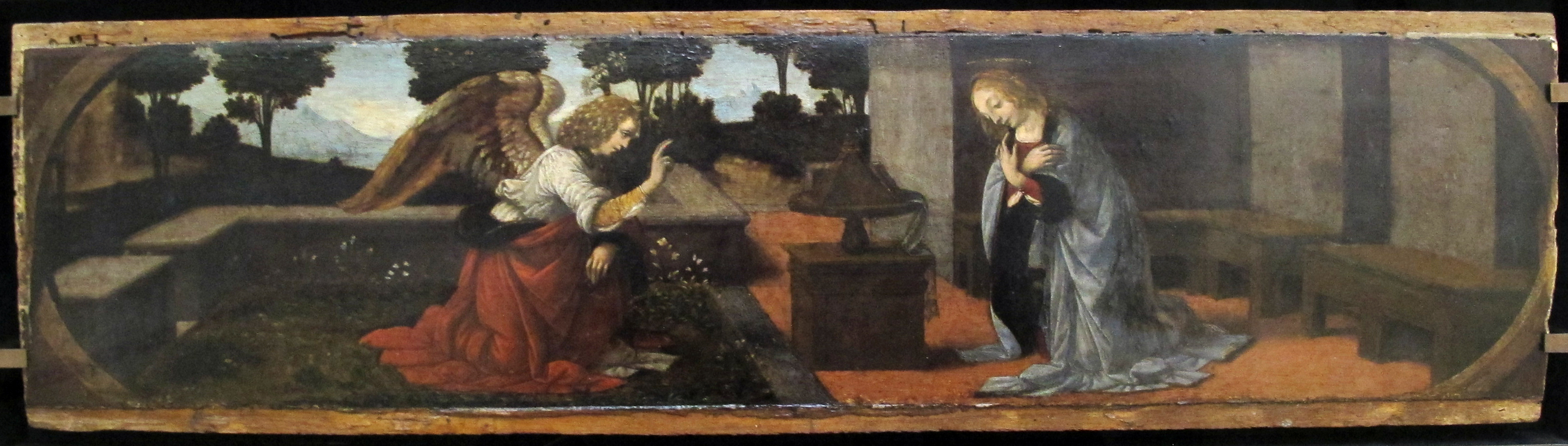
Annunciazione, Parigi, Museo del Louvre

La predella era composta originariamente da tre scomparti, dipinti dagli allievi di Verrocchio e oggi divisa in più musei. Sicuramente ne faceva parte il San Donato e il gabelliere, oggi al Worcester Art Museum di Worcester, attribuito a Lorenzo, e l'Annunciazione del Louvre, attribuita a Lorenzo o a Leonardo. Più incerta è la presenza di uno o più pannelli di Pietro Perugino, individuati nella Natività della Vergine alla Walker Art Gallery di Liverpool e il Miracolo della neve a Polesden Lacey, presso Guildford nel Surrey.
Nel San Donato e il gabelliere, il vescovo appare a un esattore delle tasse ingiustamente accusato di furto, rivelando il nascondiglio in cui la sua defunta moglie aveva nascosto per prudenza i denari.